# Gebläsekonvektor

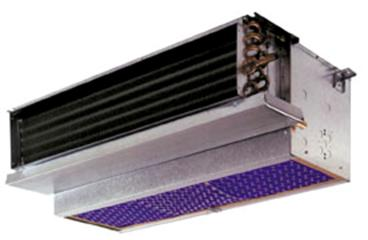

Ein Gebläsekonvektor ist ein Klimagerät zur Luftbehandlung, das aus einem Wärmeübertrager und einem Ventilator besteht. Es ist Bestandteil einer dezentralen Klimaanlage und wird in Wohn-, Büro- und Industriegebäuden sowie auf Schiffen eingesetzt, um das Raumklima zu verändern. Der Gebläsekonvektor beeinflusst die Lufttemperatur und die relative Luftfeuchtigkeit und wird entweder manuell gesteuert oder von einem Thermostaten geregelt.
Der englische Terminus für Gebläsekonvektor lautet fan coil unit [fæn kɔɪl ˈju:nɪt] (deutsch Lüfter-Rohrspirale-Gerät).

## Baugruppen

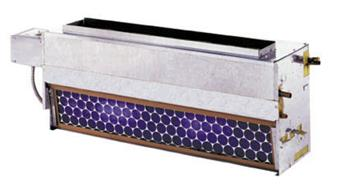

Gebläsekonvektoren bestehen aus den zwei Baugruppen Wärmetauscher und Motor-Ventilator. Der Ventilator wird von einem Elektromotor angetrieben, der eine Stromversorgung erfordert und eine Drehzahlregelung hat. Zur Luftreinigung und zur Minderung von Abrieb an den Lüfterblätter kann ein austauschbarer Luftfilter vorgeschaltet sein. Eine Grundkonstruktion nimmt die Baugruppen und ihre Lasten auf. Je nach Ausführung kann die Grundkonstruktion um ein Gehäuse, eine Kondensatwanne, ein Mischluftkasten, Schall- und Wärmedämmung, eine elektrische Heizung und Gitter an den Umluftansaug- und Ausblasöffnungen ergänzt sein.

## Funktion
Ein Wärmeträgermedium durchströmt den Gebläsekonvektor und führt über einen Wärmeübertrager durch Konvektion der zirkulierenden Luft Thermische Energie zu bzw. entnimmt diese. Der Gebläsekonvektor erhält Warmwasser von einem Wärmeerzeuger (Heizkessel, Wärmepumpe) und Kaltwasser von einem zentralen Kaltwassersatz. Im Gegensatz zu Radiatoren und klassischen Plattenheizungen können Gebläsekonvektoren nicht nur heizen, sondern auch kühlen und bei Anschluss an ein Primärluftnetz auch lüften.
Die Wärme- und Kälteleistung eines Gebläsekonvektors wird durch folgende Parameter beeinflusst:
- Wasserdurchsatz [l/h]
- Wasserseitiger Druckverlust [kPa]
- Luft-Volumenstrom [m³/h]
- Motorleistung [W]
- Stromaufnahme [A]

Der Lüfter erzeugt bei der Verdichtung der Luft einen Schalldruck, der durch die unmittelbare Einbaulage beim Nutzer als Lärm wahrgenommen werden kann.

## Versorgung
Das Wärmeträgermedium wird zumeist in einem zentralen Betriebsraum konditioniert. In dem Betriebsraum sind die erforderlichen technischen Geräte untergebracht, um dem Kaltwasserkreis die thermische Energie über Kältemaschinen zu entziehen oder über Kühltürme an die Außenluft abzuführen. Die zwei bis vier Zu- und Ableitungen sind aus Thermoplast (ABS), Stahl oder Kupfer. Um Kondenswasserbildung zu verhindern und den Kälteverlust zu mindern werden die Kaltwasserleitungen mit Dämmstoffen aus geschäumtem Polyvinylchlorid oder Acrylnitril-Butadien ummantelt.

## Bauarten
Gebläsekonvektoren können abhängig von der Anzahl der Leitungen in zwei Typen unterteilt werden, die mit zwei und die mit vier Leitungen. Konvektoren mit zwei Leitungen haben eine Zu- und eine Rücklaufleitung. Die Zuleitung kann abhängig von der Jahreszeit bzw. den Außentemperaturen sowohl Warm- als auch Kaltwasser führen.
Konvektoren mit vier Leitungen haben zwei Zu- und zwei Rücklaufleitungen und können gleichzeitig von Warm- und Kaltwasser durchströmt werden. Da Gebäude oft Bereiche mit partieller innerer Wärmeerzeugung (z. B. in Technikräumen) und Wärmeverlusten (z. B. im Torbereich) haben, ist ein gleichzeitiges Kühlen und Erwärmen von Gebäudebereichen nicht unüblich, weshalb sich die 4-Rohr-Systeme durchgesetzt haben.
Das Kühlregister kühlt die durchströmende Luft und entfeuchtet sie abhängig von der gewählten Kaltwassertemperatur und der relativen Luftfeuchte. Bei diesem Prozess kann Wasserdampf kondensieren, der gesammelt und an die Umgebung oder das Abwassernetz abgeführt werden muss. Der Gebläsekonvektor hat zu diesem Zweck eine Kondensatauffangwanne mit Ablaufrinne.

## Regelung
Die vom Gerät abgegebene Heiz- und Kühlleistung kann entweder wasser- oder luftseitig geregelt werden. Bei der wasserseitigen Regelung wird der den Wärmetauscher durchströmende Wasserstrom über Ventile geregelt. Bei der luftseitigen Regelung wird entweder die Drehzahl des Lüfters oder das Bypassverhältnis des Sekundärluftstroms beeinflusst.

### Klappenregelung
Bei der Klappenregelung leiten Lamellen den Luftstrom entweder durch die Register oder führen die Sekundärluft unter Umgehung des Wärmetauschers durch einen Bypass.

### Lüfterregelung
Über eine Drehzahlregelung der Lüftermotoren wird die abzugebende Wärme- bzw. Kältemenge reguliert. Einige Hersteller verwirklichen die Drehzahlregelung durch eine Stufenschaltung des Wechselstromtransformators, der die Lüftermotoren mit elektrischer Energie versorgt. Normalerweise ist der Drehzahlregler in einem Raumthermostat integriert und wird manuell oder automatisch von einem digitalen Raumthermostat geregelt.
Lüftermotoren haben typischerweise entweder einen Wechselstrom-Spaltpolmotor oder einen Motor mit Betriebskondensator. Modernere Entwicklungen setzen auf elektronisch geregelte, bürstenlose Gleichstrommotoren.

### Thermostat
Der Thermostat kann entweder im Gerät oder über einen Kabelanschluss außerhalb montiert sein. In vielen modernen Gebäuden wird die Steuerung von einer zentralen Raum- oder Gebäudeautomation geregelt, die abhängig von Temperatursensoren die Drehzahl der Lüfter und damit den Luft-Volumenstrom über digitale Feldgeräte steuert. Gebäudeleitsysteme können für die Lüfterregelung und Temperaturkontrolle genutzt werden.

## Einsatzbereich

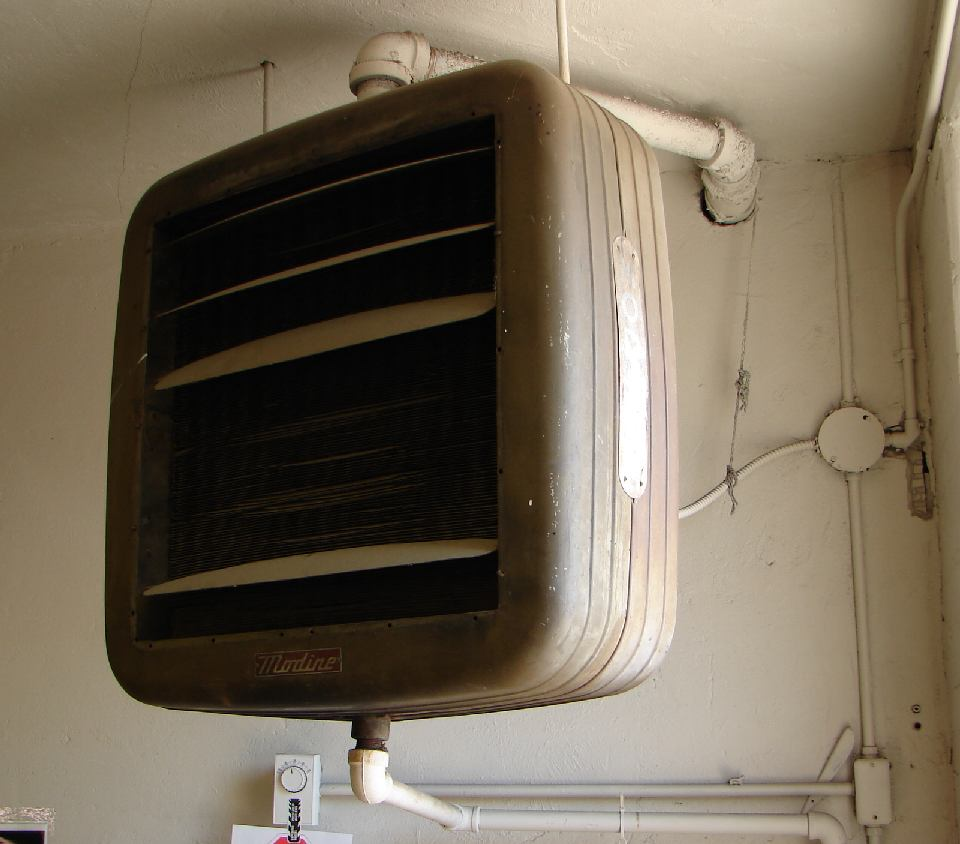

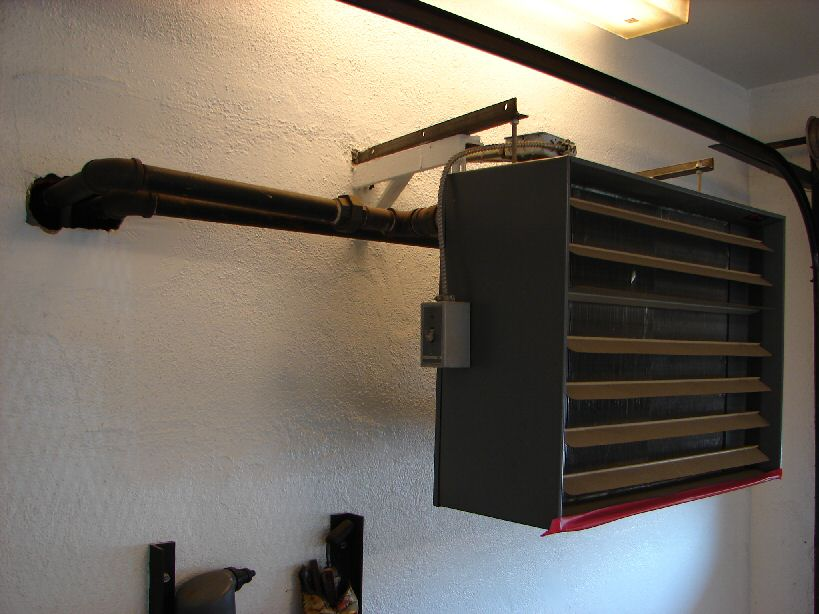

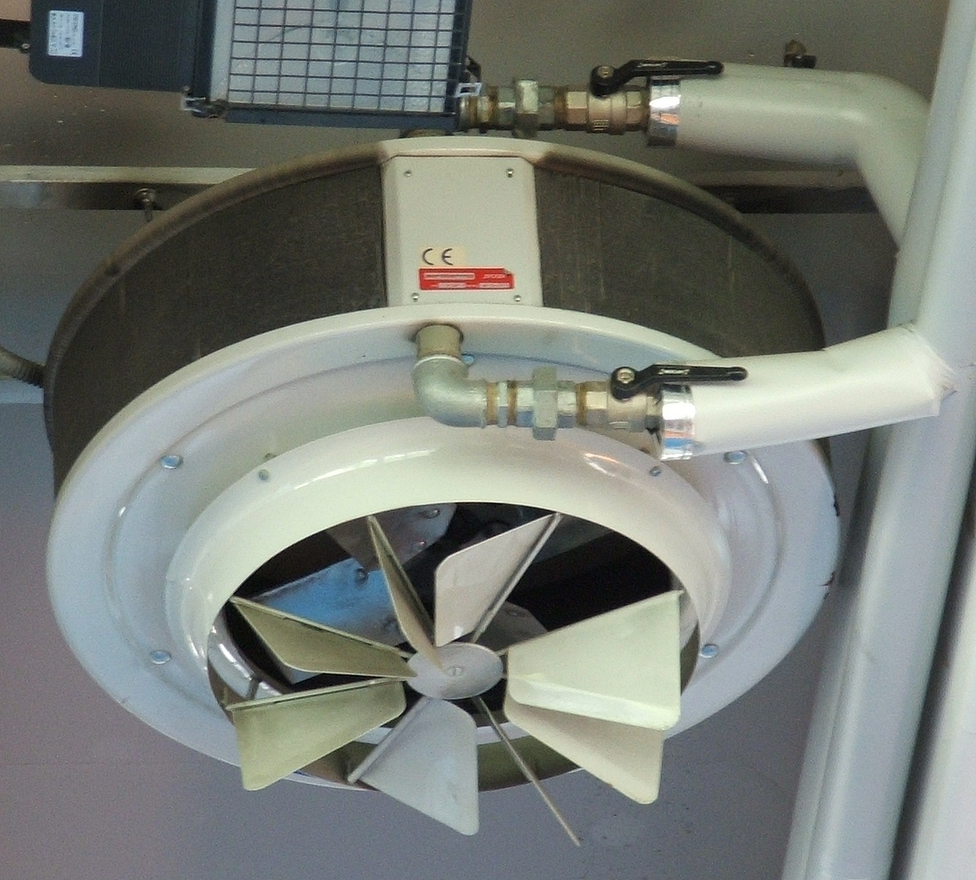

Gebläsekonvektoren werden bevorzugt in solchen Bereichen eingesetzt, in denen sich nicht dauerhaft Menschen aufhalten, wie Lagerräume, Korridore und Technikräume. Aufgrund des einfachen technischen Aufbaus sind Gebläsekonvektoren in der Beschaffung oft günstiger als über Lüftungskanäle geführte Klimasysteme mit zentralen Lüftungsgerät (englisch air handling unit). In Hochhäusern werden Gebläsekonvektoren auch gestapelt eingesetzt, übereinander von Geschoss zu Geschoss montiert und über ein Leitungsnetz verbunden.

## Montage
Gebläsekonvektoren führen die Luftbehandlungsarten Förderung, Filtern und Temperieren direkt im Raum aus und können sowohl freiliegend als auch hinterbaut montiert werden. Freiliegende Gebläsekonvektoren können unterschiedliche Einbaulagen haben: wandmontiert, deckenmontiert oder freistehend. Typischerweise sind freistehende Gebläsekonvektoren aus optischen und Schutzgründen eingehaust und haben ein Lüftungsgitter für die einströmende und einen Diffusor für die gleichmäßige Verteilung der ausströmenden Luft.
Ein kaschierter Gebläsekonvektor wird typischerweise zugänglich in der Zwischendecke oder einem Schacht untergebracht. Die Lüftungsgitter und der Diffusor werden bündig in die Zwischendecke installiert und die Zuluft über Lüftungskanäle zum Gebläsekonvektor geführt. Die Rückluft wird zumeist nicht über Kanäle, sondern den Zwischendeckenraum geführt. In Wohngebäuden erfordern die Gebläsekonvektoren aufgrund der fehlenden Zwischendecke einen quadratischen Durchbruch durch die Betondecke.

## Kompaktklimagerät
Kompaktklimageräte (seltener auch Klimakompaktgerät genannt) (englisch Unit Ventilator) sind Gebläsekonvektoren mit Zuluftanschluss. Sie benötigen nur eine elektrische Versorgung, werden direkt an oder in eine Außenwand montiert. Über einen Wanddurchbruch saugen sie Außenluft und führen Kondensat ab. Neben der Klimatisierung können diese Geräte Räume auch belüften. Sie werden bevorzugt in Klassenräumen, Hotelzimmer, Apartments und Eigentumswohnungen eingesetzt.

## Regelwerke
Die Richtlinie VDI 6022 des Verein Deutscher Ingenieure regelt die „Hygieneanforderungen an Raumlufttechnische Anlagen und Geräte“. Die VDI 6022 setzt regelmäßig wiederkehrende Inspektionen, Wartungs- und evtl. Reinigungsarbeiten voraus, um einen einwandfreien Betriebszustand sicherzustellen. Die Gewerbeaufsichtsämter und die Ämter für Arbeitsschutz haben die staatliche Aufgabe die Einhaltung der VDI 6022 zu überwachen. Die EN 13779 beschreibt die „Lüftung von Nichtwohngebäuden“ und die DIN 1946-6 die „Lüftung von Wohngebäuden“.